# Jardin (Isère)
Jardin – miejscowość i gmina we Francji, w regionie Owernia-Rodan-Alpy, w departamencie Isère.
Według danych na rok 1990 gminę zamieszkiwało 1 527 osób, a gęstość zaludnienia wynosiła 165 osób/km² (wśród 2880 gmin regionu Rodan-Alpy Jardin plasuje się na 560. miejscu pod względem liczby ludności, natomiast pod względem powierzchni na miejscu 1180.).

## Współpraca
Miejscowość partnerska:
- Bever, Belgia